# Kustánfalva
Kustánfalva (ukránul: Куштановиця) falu Ukrajnában, Kárpátalján, a Munkácsi járásban.

## Fekvése
Munkácstól keletre, Munkács és Beregbükkös közt fekvő település.

## Története
A trianoni békeszerződés előtt Bereg vármegye Latorczai járásához tartozott.
1910-ben 521 lakosából 10 magyar, 41 német, 468 ruszin volt. Ebből 49 római katolikus, 467 görögkatolikus volt.